# Felaniella sowerbyi
Felaniella sowerbyi is een tweekleppigensoort uit de familie van de Ungulinidae. De wetenschappelijke naam van de soort is voor het eerst geldig gepubliceerd in 1932 door Kuroda & Habe.